# Janusz Klekowski
Janusz Klekowski (ur. 1 października 1930 na Wileńszczyźnie, zm. 19 września 2007) – polski działacz opozycji antykomunistycznej, współpracownik Biura Interwencyjnego KOR. Przez wiele lat współpracował z Radiem Solidarność. Z zawodu muzyk wiolonczelista. Członek orkiestry Teatru Wielkiego w Warszawie.
W 2001 roku uhonorowany odznaką Zasłużony Działacz Kultury, w roku 2006 odznaczony przez prezydenta Lecha Kaczyńskiego Krzyżem Oficerskim Orderu Odrodzenia Polski. Pochowany 28 września w grobie rodzinnym na Cmentarzu Wojskowym na Powązkach (kwatera AII-3-22).

## Działalność w Radiu Solidarność
Był pierwszym spikerem Radia Solidarność. Pierwsza audycja została nadana 12 kwietnia 1982 roku z dachu budynku przy ul. Grójeckiej 19/25 o godz. 21.00. Jej treścią były m.in. komunikaty o więźniach z Rakowieckiej. Audycja zawierała prośbę o potwierdzenie odbioru przez miganie światłem w mieszkaniu.
Sam to zdarzenie relacjonował tak:
Na dachu Marek Rasiński trzymał antenę, ja sprawdzałem odbiór kilka metrów dalej na małym radiu. Nagle zobaczyliśmy że niemal cała Warszawa w zasięgu naszego wzroku migocze od zapalanych i gaszonych świateł. To był najpiękniejszy moment mojego życia, czułem euforię patrząc na te światła.
Był autorem sygnału rozpoznawczego radia – melodii "Siekiera, motyka" granej na flecie.
Historia powstania sygnału została przez niego opisana tak:
Zbyszek i ja chcieliśmy, żeby to była melodia patetyczna, zgodna z duchem czasu, "Z dymem pożarów" czy "Rota". Ale co nam przyszło do głowy, to okazywało się, że już gdzieś wykorzystano tę melodię. Zosia Romaszewska, współtwórczyni Radia, obstawała od początku przy pierwszych taktach "Siekiera, motyka" – znanej warszawskiej piosenki z czasów okupacji, co wydawało się nam zbyt lekkie. W końcu na tym stanęło i okazało się, że był to doskonały pomysł.
Niewiele osób zorientowało się, że niechcący przestylizował rytm i melodię tej piosenki. Pamiątkowy flet przechowywał aż do śmierci.
W początkowej fazie rozwoju Radia był jednym z nielicznych członków ekipy. Nagrywał audycje razem z małżeństwem Romaszewskich i następnie uczestniczył w montażu audycji przy użyciu nożyczek i taśmy klejącej. Sam relacjonuje to tak:
Mózgiem Radia Solidarność był Zbigniew Romaszewski, to on pisał teksty pierwszych audycji. Nagrywaliśmy je najpierw na taśmę na bardzo wiekowym magnetofonie szpulowym. Aby uniknąć pogłosu, robiliśmy to klęcząc przed tapczanem z głowami pod kołdrą. Czytaliśmy informacje na przemian – ja i Zofia Romaszewska.

## Pozostała działalność
- obserwator procesów radomskich po 1976 roku,
- współpracownik Biura Interwencyjnego KOR,
- redaktor jego "Biuletynu Informacyjnego",
- współpracownik wydawnictw podziemnych (m.in. NOW-a),
- publicysta konspiracyjnej prasy,
- kolporter nielegalnych książek.

W latach 1985–1987 redaktor biuletynu „Informacji Komisji Interwencji i Praworządności NSZZ «Solidarność»”.
W stanie wojennym przez prawie 3 lata poszukiwany listem gończym przez PRL-owską bezpiekę. Od 1982 r. ukrywał się w mieszkaniu na warszawskiej Woli, przy ul. Ludwiki 6 m 72. Tam też spotykał się z Zosią i Zbyszkiem Romaszewskim, w czasie prac przy powstawaniu Radia Solidarność i krótko po jego uruchomieniu.